# Lista över offentlig konst i Svedala kommun
Lista över offentlig konst i Svedala kommun är en ofullständig förteckning över främst utomhusplacerad offentlig konst i Svedala kommun.
| Titel                   | Konstnär(er)                                  | Årtal | Beskrivning | Typ - material       | Stadsdel/ort  | Plats Koordinater                                               | Bild                                                             |
| ----------------------- | --------------------------------------------- | ----- | ----------- | -------------------- | ------------- | --------------------------------------------------------------- | ---------------------------------------------------------------- |
| Familjegrupp            | Börje Lindberg                                |       |             | Ek                   | Svedala       | Holmagården koordinater saknas                                  |                                                                  |
| Familjeträd             | Lage Pergon                                   |       |             | Brons                | Svedala       | Naverlönnskolan koordinater saknas                              |                                                                  |
| Flicka med barnvagn     | Gunnel Frieberg                               |       |             | Brons                | Svedala (HSB) | Bökebergsgatan koordinater saknas                               |                                                                  |
| Förvecklingar           | Staffan Nihlén                                |       |             | Järn                 | Klågerup      | Lokvändplatsen Klågerup koordinater saknas                      |                                                                  |
| Gjutare                 | Rolf Carlzon                                  |       |             | Brons, bladguld      | Svedala       | Folkets hus koordinater saknas                                  |                                                                  |
| Kunskapens stege        | Henrik Campanello                             |       |             | Akryl, trä, bladguld | Bara          | Bara Bibliotek (inomhus) koordinater saknas                     | Det är troligen inte ok att ladda upp en bild av detta konstverk |
| Semicirklar             | Bertil Herlow Svensson                        |       |             | Aluminium            | Svedala       | Erlandsdal koordinater saknas                                   |                                                                  |
| Sittande flicka         | Fred Åberg                                    |       |             | Brons                | Svedala       | Holmagården koordinater saknas                                  |                                                                  |
| Svävande kub            | Jan Harry Persson                             |       |             | Metall               | Svedala       | Torget Svedala koordinater saknas                               |                                                                  |
| Okänd titel             | Oscar Reutersvärd Maria Blombärg              |       |             |                      | Svedala       | Naverlönnsalen, Kommunhuset (inomhus) koordinater saknas        | Det är troligen inte ok att ladda upp en bild av detta konstverk |
| Okänd titel             | Gerhard Nordström Lis Kläpp Peter Hahne m.fl. |       |             |                      | Svedala       | Naverlönnsalens foajé, Kommunhuset (inomhus) koordinater saknas | Det är troligen inte ok att ladda upp en bild av detta konstverk |
| Apoteos                 | Einar Forseth                                 |       |             | väggmålning          | Svedala       | Bygg och miljö, Kommunhuset koordinater saknas                  |                                                                  |
| Arbetet och fritiden    | Einar Forseth                                 |       |             | mosaikvägg           | Svedala       | fasad, in mot gården, Kommunhuset koordinater saknas            |                                                                  |
| En hyllning till teglet | Ulla Viotti                                   |       |             |                      | Svedala       | Receptionen, Kommunhuset (inomhus) koordinater saknas           | Det är troligen inte ok att ladda upp en bild av detta konstverk |
| Okänd titel             | Okänd                                         |       |             |                      | Bara          | Bara centrum koordinater saknas                                 |                                                                  |
| Okänd titel             | Okänd                                         |       |             |                      | Bara          | Torups slott 55.56529, 13.20722                                 |                                                                  |